# Schelhammera
Schelhammera R.Br. är ett släkte i tidlösefamiljen (Colchicaceae). Det beskrevs 1810 av Robert Brown  och inkluderade då tre arter. För den sista arten, Schelhammera pedunculata, påpekar Brown att den generellt är större än de två föregåenden och att dess sammantagna karaktärer gör att den kanske borde beskrivas som ett eget släkte. Detta gjordes 1987 då Conran och Clifford beskrev släktet Kuntheria för denna art i Flora of Australia. 
Släktet Kreysigia Rchb. ska också betraktas som en synonym till Schelhammera, men dess förvirrade taxonomiska historia omfattar också växter som klart är Tripladenia D.Don.